# Быкова (Иркутская область)
Быкова — деревня в Иркутском районе Иркутской области России. Входит в состав Усть-Балейского муниципального образования. Находится примерно в 54 км к северу от районного центра.

## Население
По данным Всероссийской переписи, в 2010 году в деревне проживало 260 человек (140 мужчин и 120 женщин).